# Dinamic Multimedia
Dinamic Multimedia fue una empresa española desarrolladora y editora de videojuegos que se creó en 1993. Dinamic Multimedia fue creada por tres exsocios de Dinamic Software: los hermanos Pablo Ruiz, Víctor Ruiz y Nacho Ruiz, junto con Carlos Abril y José Ignacio Gómez-Centurión. Dinamic Multimedia como empresa es independiente y ajena a Dinamic Software, aunque comparte con ella a sus fundadores, los hermanos Ruiz.

## Historia
Dinamic Multimedia se fundó en 1993 después de que Dinamic Software desarrollase Simulador profesional de fútbol, que fue lanzado por el grupo editorial Jackson en 1992. Ante la pregunta de Gómez-Centurión, dueño en aquel entonces de la editorial HobbyPress, dueña de las revistas MicroHobby, Micromanía, etc. de por qué, conociéndose desde hacía tanto tiempo, habían sacado ese producto con una editorial de la competencia, los hermanos Ruiz le contaron que estaban en situación de quiebra técnica. Así que Gómez-Centurión propuso la creación de Dinamic Multimedia de la cual poseería un 70% de las participaciones de la sociedad y el 30% restante repartido a partes iguales entre los cuatro socios restantes.
A principio de 1999, Pablo Ruiz, director general de la compañía, es despedido por diferencias con el socio mayoritario. Sus hermanos, Carlos Abril, Pablo de la Nuez y Antonio Lucena deciden dejar la empresa para fundar FX Interactive, quedando sólo de directores Alberto Nadal Director Comercial, que también dejó la empresa en 2000 por desavenencias con Gómez-Centurión para integrarse en Virgin Interactive y Nacho Martí, Director Financiero. En ese momento José Ignacio Gómez-Centurión se quedó con el 100% de las participaciones de la empresa. Los casi tres años siguientes: 1999, 2000 y 2001 (hasta septiembre, cuando se anunció la bancarrota) la empresa pasó de 30 a casi 100 empleados, centrando gran parte de la actividad de la empresa en la creación de un portal de Internet y tratar de aprovechar la burbuja de las punto com que estaba en su momento cumbre. Sin embargo, durante este proceso, vino la crisis de las punto com que, junto con el descuido de los desarrollos, lanzamientos de esa época, cambios en el Precio del producto así como el packaging, hizo que la empresa quebrara de forma estrepitosa.

## Publicaciones
Durante los siete primeros años, hasta principio de 1999, se desarrollaron las diferentes versiones de PC Fútbol, de PCFútbol 2.0 hasta PCFútbol 7.0 y fueron, versión a versión creciendo en ventas hasta superar las 400.000 copias vendidas sólo en España de PCFútbol 7, convirtiéndose esta versión en el videojuego español más vendido en España. Los dos años siguientes, ya sin el equipo de dirección original, se desarrollaron PC Fútbol 2000 y PC Fútbol 2001, pero las ventas cayeron cada año.
Además se desarrollaron las diferentes versiones de PC Basket, La prisión, PC Ciclismo, Los Justicieros, etc. También se apoyó el desarrollo de varios estudios españoles como Revistronic (que desarrolló ToyLand Racing y Grouch, financiados por Dinamic), Enigma, Eclipse Software o Zeus Software, entre otros.
En el mercado internacional lanzaron varias versiones de PCFútbol en Italia como PC Calcio, en Argentina como PC Fútbol Apertura y PC Fútbol Clausura, en Inglaterra como Premier Manager (versiones 97 y 98) de la mano de Gremlin Interactive. Todas localizadas con cuidado y empleando locutores famosos de cada país para la «retransmisión» de los partidos del juego. En España, además, se hicieron versiones locales: PC Real Madrid,PC Barça y PC Atlético de Madrid, que salieron con diferentes diarios deportivos como Sport y Marca.

## Listado de juegos
- Enciclopedia Multimedia: La Edad de Oro del Pop Español (1978 - 1988)
- Arctic Moves
- Atmosfear
- EuroTour Cycling
- España en CD-ROM
- Excalibug
- Hollywood Monsters
- Igor: Objetivo Uikokahonia (únicamente la versión CD)
- La prisión[3]
- Los Justicieros
- PC Atletismo
- PC Selección Española de Fútbol: Eurocopa 96 Dinamic Multimedia
- Resurrection: The Return of the Black Dragon
- Runaway
- Saga PC Basket
- Saga PC Fútbol
- Saga PC Calcio
- Saga Premier Manager
- M - Alien Paranoia (de Eclipse Software; 2000)
- Space Clash. The Last Frontier (de Enigma; 1999)
- Speed Demons
- Toyland Racing
- F/A-18 Korea - edición especial FF. AA. Españolas.